# Urunda
Urunda (ros. Урунда) – wieś (dieriewnia) w Rosji, w Baszkortostanie, w rejonie iglińskim. W 2021 liczyła 332 mieszkańców.

## Urodzeni
- Albiert Pinkiewicz - radziecki pedagog pochodzenia polskiego.